# Súng trường M14
Súng trường M14 có tên chính thức là United States Rifle, 7.62 mm, M14, là một khẩu súng trường bán tự động sử dụng loại đạn 7,62×51mm NATO (.308 Winchester) của Mỹ. Nó từng là súng trường tiêu chuẩn của Mỹ từ năm 1959 đến 1970. M14 được sử dụng cho Lục quân Hoa Kỳ và Thủy quân lục chiến Hoa Kỳ và cho huấn luyện và là súng trường bộ binh tiêu chuẩn cho các nhân viên quân sự của Mỹ trong lãnh thổ Hoa Kỳ, Châu Âu và Nam Triều Tiên, cho đến khi nó được thay thế bằng súng trường M16 vào năm 1970. Nó vẫn còn trong phục vụ hạn chế trong tất cả các nhánh của quân đội Mỹ. Nó cũng được sử dụng như một vũ khí trong các nghi lễ, các đội danh dự, diễn tập quân sự...
Súng trường M14 là loại súng trường chiến đấu cuối cùng được sử dụng trong Quân đội Mỹ. M14 cũng là tiền đề cho 2 mẫu súng bắn tỉa là M21 và M25 sau này.

## Lịch sử

### Những bản phát triển đầu tiên
M14 được phát triển dựa trên súng trường M1 Garand. Mặc dù M1 là một trong số súng bộ binh tiên tiến nhất của cuối những năm 1930, nhưng nó không phải là một vũ khí hoàn hảo. Nhiều sửa đổi thiết kế cơ bản súng trường M1 đã được thực hiện kể từ cuối Chiến tranh thế giới thứ II. Thay đổi bao gồm thêm khả năng bắn hoàn toàn tự động và thay thế băng đạn 8 viên bằng một hộp đạn 20 viên có thể tháo rời (không như M1 phải bắn hết đạn mới thay được). Winchester, Remington, và Springfield Armory của John Garand cung cấp nhiều phiên bản chuyển đổi khác nhau. Thiết kế của Garand là T20, phổ biến nhất, và T20 nguyên mẫu phục vụ như là cơ sở cho một số súng thử nghiệm của Springfield từ năm 1945 thông qua đầu những năm 1950.

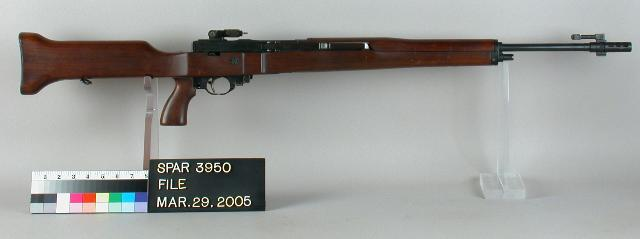
Phiên bản thử nghiệm T25

Trong năm 1945, Earle Harvey của Springfield Armory thiết kế một khẩu súng trường hạng nhẹ sử dụng đạn T65 cỡ 0.30 là T25 dưới sự chỉ đạo của Đại tá Rene Studler. Vào cuối năm 1945, hai người này đã được chuyển đến Springfield Armory, nơi tiếp tục thiết kế T25. T-25 được thiết kế để sử dụng đạn T65, được Frankford Arsenal thiết kế dựa trên đạn 0,30-06 Springfield đựợc sử dụng trong súng trường M1, nhưng rút ngắn chiều dài như 0,300 Savage. Mặc dù ngắn hơn 0,30-06 Springfield, thuốc súng ít hơn, đạn T65 có uy lực như 0,30-06 Springfield do việc sử dụng một loại thuốc súng mới được phát triển bởi Olin Industries. Sau khi thiết kế đạn được thử nghiệm, T65 đã được thông qua với tên là 7,62×51mm NATO. Olin Industries sau đó tung ra thị trường loại đạn gần giống là Winchester 0,308. Sau một loạt các phiên bản của Earle Harvey và các thành viên khác của nhóm thiết kế, sau khi qua bài kiểm tra ở Fort Benning, T25 được đổi tên thành T47.
Ngược lại, T44 nguyên mẫu súng trường đã không được thiết kế chủ yếu bởi kỹ sư tại Springfield Armory, nhưng đúng hơn là một thiết kế thông thường phát triển trên một ngân sách eo hẹp như là một sự thay thế cho T47. Lloyd Corbett, một kỹ sư trong nhóm thiết kế súng trường Earle Harvey, đã sàng lọc các bộ phận khác nhau để thiết kế T44, trong đó có kim hỏa có con lăn để giảm ma sát..

### Các cuộc thử nghiệm để đưa vào phục vụ trong bộ binh
T44 tham gia một cuộc thử nghiệm súng trường tại Ft. Benning, Georgia chống lại T47 Springfield (sửa đổi của T25) và súng trường tự động hạng nhẹ T48. T47 đã trình diễn khá tồi tệ trong bụi và thời tiết lạnh so với T44 hoặc T48 nên đã được xem xét hủy bỏ vào năm 1953. Trong thời gian 1952-53, thử nghiệm so sánh T48 và T44 về hiệu suất, T48 có khả năng triển khai nhanh và khả năng chống bụi tốt hơn, cũng như có thời gian phát triển khá dài. Một bài báo của Newsweek vào tháng 7 năm 1953 cho rằng T48 có thể được lựa chọn hơn là T44. Trong mùa đông năm 1953-54, cả hai khẩu súng trường cạnh tranh với nhau trong các thử nghiệm tại căn cứ quân đội Mỹ ở Bắc Cực. Kỹ sư Springfield Armory để đảm bảo T44 được lực chọn, đã được đặc biệt chuẩn bị và sửa đổi các khẩu T44 trong nhiều tuần trong các phòng lạnh, bao gồm thiết kế lại các điều chỉnh khí T44 và sửa đổi băng đạn và các bộ phận khác để giảm ma sát và sử dụng tốt trong thời tiết cực kì lạnh. T48 không có sự chuẩn bị đặc biệt như vậy, và trong cuộc thử nghiệm thời tiết tiếp tục lạnh bắt đầu hệ thống trích khí hoạt động chậm chạp, trầm trọng hơn do các chốt thường xuyên bị kẹt. Các kỹ sư mở rộng các cổng khí trong một nỗ lực để cải thiện hoạt động, nhưng điều này gây ra các bộ phận bị hỏng như là một kết quả của những áp lực gia tăng. Kết quả là, T44 chiến thắng T48 về hoạt động trong thời tiết lạnh. Báo cáo của Ban Kiểm tra đã làm cho nó rõ ràng rằng T48 cần cải thiện và rằng Mỹ sẽ không sử dụng T48 cho đến khi nó vượt qua kiểm tra ở Bắc Cực vào mùa đông năm sau.
Trong tháng 6 năm 1954, họ quyết định sản xuất mới T44 cho các loại đạn T65. Sự thay đổi này làm cho T44 nhẹ hơn 1 pound trọng lượng so với M1 Garand.. Các thử nghiệm tại Ft. Benning với T44 và T48 tiếp tục thực hiện trong mùa hè và mùa thu năm 1956. Bởi thời gian này, T48 đã được cải thiện khả năng như T44.
Cuối cùng, T44 đã vượt qua T48 và được lựa chọn, do trọng lượng (T44 là nhẹ hơn so với T48 một cân), đơn giản (T44 có ít bộ phận hơn), và cho rằng T44 có thể được sản xuất với máy móc dùng để sản xuất M1 Garand. Năm 1957, Mỹ chính thức thông qua cho phép T44 được phục vụ trong Quân đội Mỹ, với tên gọi là M14. 

### Hợp đồng sản xuất
Hợp đồng sản xuất ban đầu cho M14 đã được trao cho Armory Springfield, Winchester, và Harrington & Richardson. một hợp đồng khác cũng được trao cho TRW Inc. 1,376,031 khẩu M-14 được đưa vào phục vụ từ năm 1959 tới 1964.

#### National Match M14
Springfield Armory sản xuất 6,641 khẩu M14 NM vào năm 1962 và 1963, trong khi TRW sản xuất 4,874 khẩu M14 NM vào năm 1964. Springfield Armory nâng cấp 2,094 khẩu M14 vào năm 1965 và 2,395 khẩu M14 vào năm 1966 cho phù hợp với thông số kĩ thuật của National Match, trong khi 2,462 khẩu M14 được sản xuất lại để phù hợp với tiêu chuẩn National Match vào năm 1967 tại Rock Island Arsenal. Tất cả tổng cộng 11,130 khẩu phù hợp tiêu chuẩn National Match được chuyển giao bởi Springfield Armory, Rock Island Arsenal, và TRW trong suốt những năm 1962-1967.
Súng trường M14 được sản xuất bởi Springfield Armory và Winchester làm từ thép AINSI 8620, một lượng thấp carbon-molybdenum-crom. Harrington & Richardson M-14 sản xuất được sử dụng AINSI 8620 thép tốt, ngoại trừ mười khẩu làm từ thép các-bon thấp AINSI 1330 và 1 khẩu duy nhất được làm từ thép hợp kim - niken.

### Triển khai

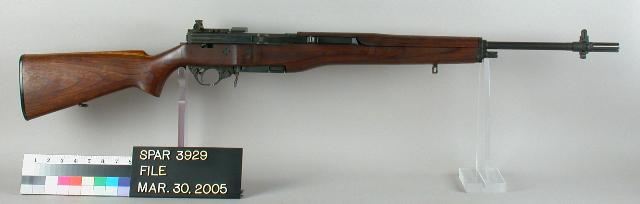
Súng trường thử nghiệm T47

Sau khi chấp nhận sử dụng M14 trong quân đội, Springfield Armory bắt đầu chế tạo một dây chuyền sản xuất mới vào năm 1958, cung cấp những khẩu súng đầu tiên đi vào phục vụ trong quân đội Mỹ vào tháng 7 năm 1959. Tuy nhiên, sự chậm trễ trong sản xuất khiến cho chỉ có Sư đoàn Không vận 101 là đơn vị duy nhất trong quân đội được trang bị đầy đủ M14 vào cuối năm 1961. Hạm đội hải quân đã hoàn thành sự thay đổi từ M1 thành M14 vào cuối năm 1962. Springfield Armory báo cáo rằng việc M14 sản xuất kết thúc với việc TRW hoàn thành hợp đồng thứ hai của mình. Springfield cho thấy có 1,38 triệu khẩu súng trường đã được sản xuất với giá 143 triệu $, cho mỗi khẩu khoảng 104 $.

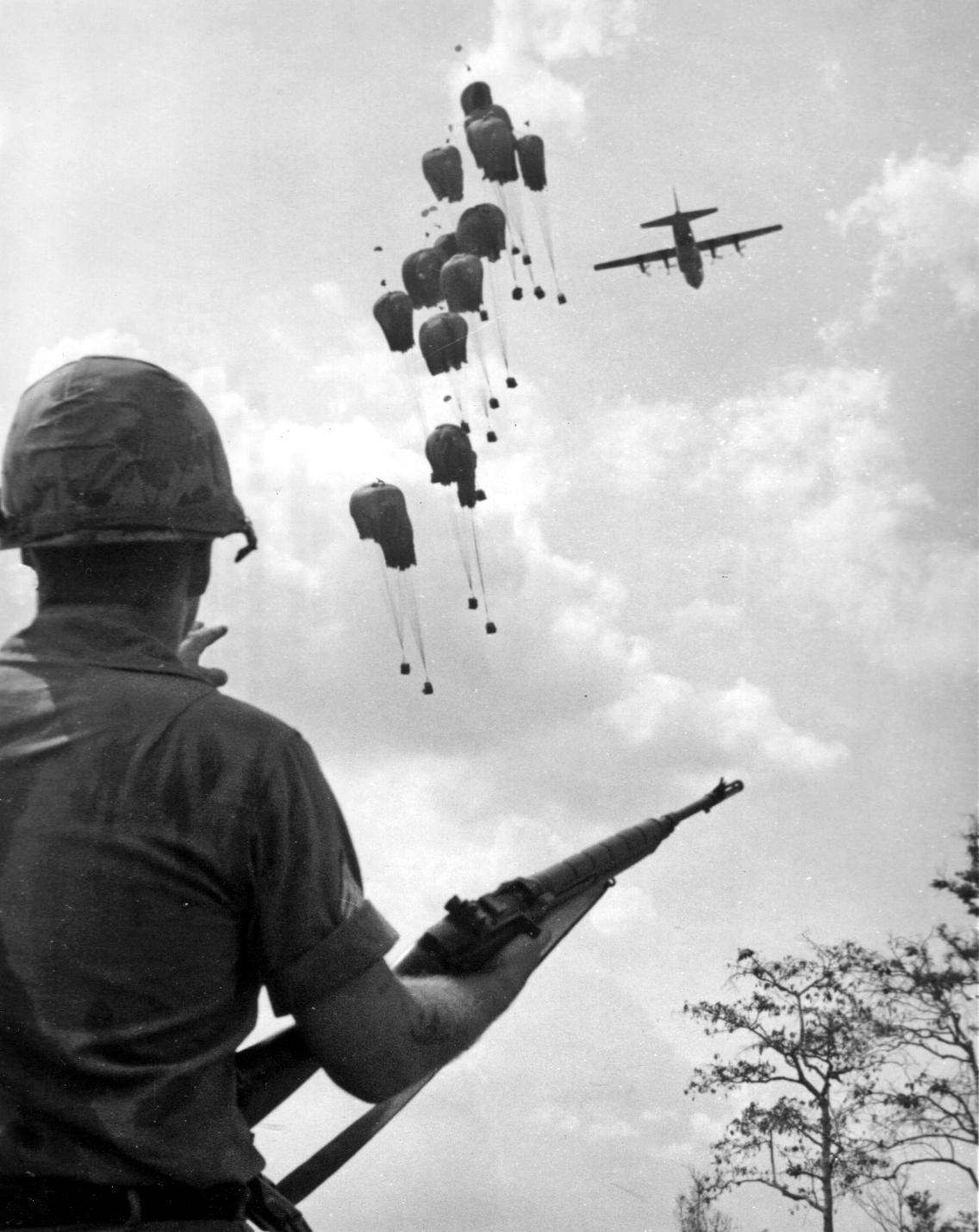
Lính Mỹ với khẩu M14 đang đứng nhìn đồ tiếp tế được thả xuống, năm 1967.

M14 và các biến thể của nó phục vụ cho tới hết Chiến tranh Việt Nam. Mặc dù nó khó sử dụng do chiều dài và trọng lượng của nó, nhưng sức mạnh của đạn 7,62 × 51 mm NATO cho phép nó có độ xuyên phá tốt và tầm bắn xa, năng lượng đầu nòng lên tới 3350 J. Tuy nhiên, có một số nhược điểm M14. Các báng súng gỗ truyền thống có xu hướng phồng to lên do độ ẩm lớn của rừng nhiệt đới ẩm, ảnh hưởng xấu đến độ chính xác. Báng súng bằng sợi thủy tinh đã được sản xuất để giải quyết vấn đề này, nhưng M14 đã được ngưng sử dụng trước khi được khắc phục hoàn toàn. Ngoài ra, độ giật mạnh của M14 do đạn 7,62 × 51 mm, nên xạ thủ hầu như không thể ghìm được súng trong chế độ bắn hoàn toàn tự động, và khẩu súng sẽ giật lên khá cao chỉ sau một phát bắn. Do đó, hầu hết các khẩu M14 đã thiết lập duy nhất chế độ bắn bán tự động để tránh lãng phí đạn dược trong chiến đấu.
M14 được phát triển như là một khẩu súng thay thế cho M1 Garand, M1 Carbine, M3 Grease Gun và M1918 Browning Automatic Rifle (BAR). Người ta nghĩ rằng theo cách này M14 có thể đơn giản hóa các yêu cầu hậu cần của quân đội bằng cách hạn chế các loại đạn dược và các bộ phận cần thiết. Nhưng cuối cùng thì người ta nhận ra nó không thể thay thế cho tất cả, và thậm chí còn được coi là "hoàn toàn thua kém" M1 trong một báo cáo tháng 9 năm 1962 của kiểm soát viên Bộ Quốc phòng Hoa Kỳ. Loại đạn của M14 có lực giật quá mạnh cho vai trò súng tiểu liên cá nhân, nhưng nó cũng không thể đóng vai trò súng máy hạng nhẹ như BAR. Kết quả là tiểu đội bộ binh Mỹ thời đó phải dành ra 2 người để dùng súng máy hạng trung M60, thay vì có loại súng máy hạng nhẹ dành riêng cho 1 người (giống như khẩu RPD hoặc RPK của Liên Xô)

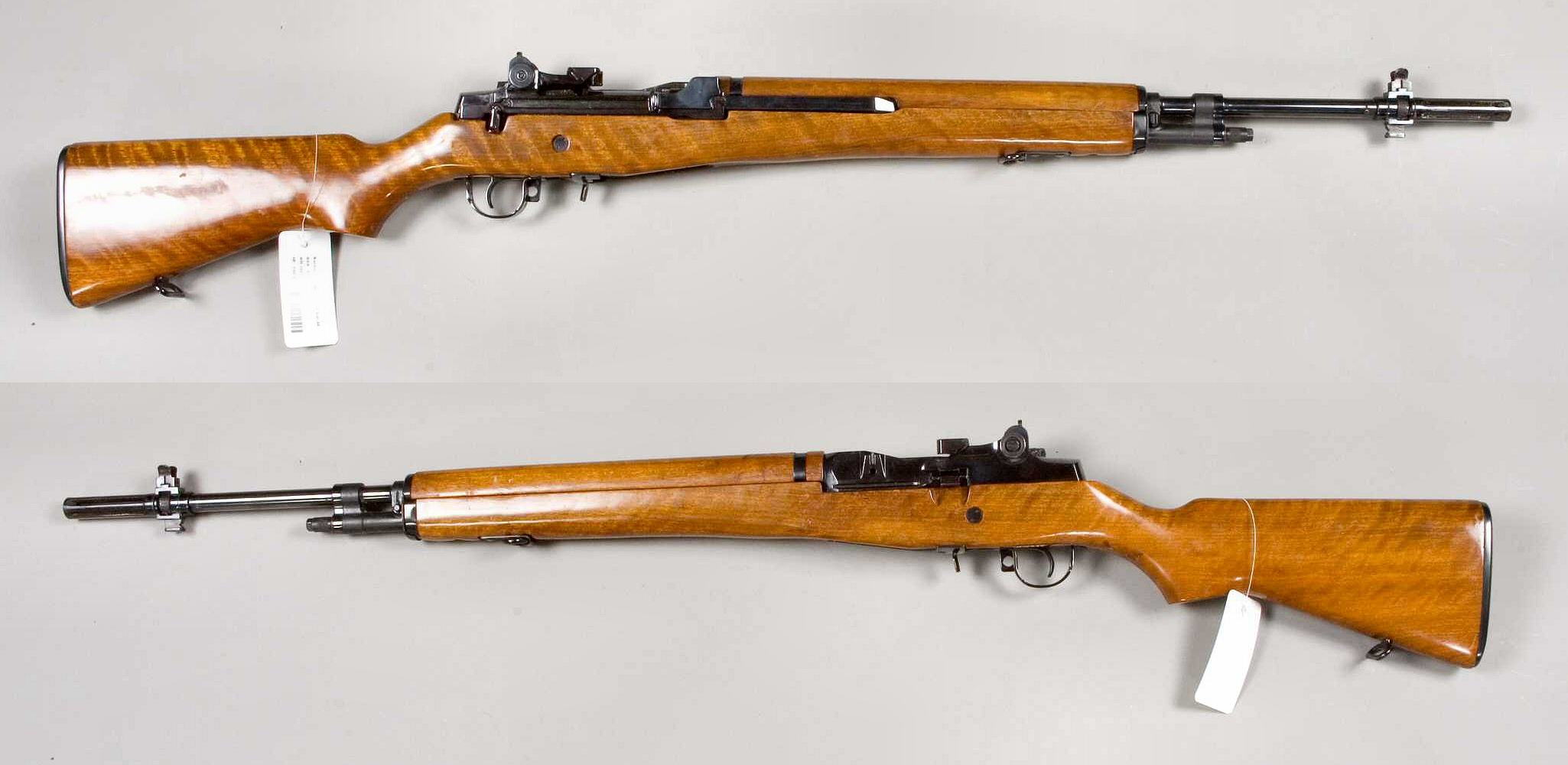
Một mẫu M14 hiếm dành riêng cho việc thuyết trình, mã serial 0010

### Sự thay thế
M14 vẫn là vũ khí chính của bộ binh tại Việt Nam cho đến khi nó được thay thế bởi M16 vào những năm 1965-1966, mặc dù các đơn vị công binh chiến đấu vẫn tiếp tục sử dụng. Việc mua thêm M14 đã bất ngờ bị dừng lại vào cuối năm 1963 do Bộ Quốc phòng đánh giá rằng AR-15 (phiên bản quân sự là M16) tốt hơn M14 (Bộ Quốc phòng không hủy bỏ đơn hàng 1963). Sau khi báo cáo, một loạt các kiểm tra và báo cáo của Bộ Lục quân Hoa Kỳ sau đó dẫn đến quyết định hủy bỏ M14. Sau đó, M16 đã được đưa ra sản xuất thay thế cho M14 dưới sự chỉ đạo của Bộ trưởng Quốc phòng Robert McNamara năm 1964, bỏ qua sự phản đối của những sĩ quan quân đội đã ủng hộ M14.Mặc dù sản xuất M14 đã chính thức ngưng, một số binh sĩ vẫn thích tiếp tục sử dụng chúng và cho rằng M16 mẫu đầu tiên là quá yếu và gọi nó là "Mattel toy . Vào cuối năm 1967, quân đội Mỹ chỉ định M16 như một mẫu súng trường tiêu chuẩn, và M14 đã trở thành một vũ khí tiêu chuẩn giới hạn. Các súng trường M14 vẫn là súng trường tiêu chuẩn cho Đào tạo căn bản của quân đội Mỹ và quân đội ở nhiều nước châu Âu cho đến năm 1970.
Quân đội Mỹ cũng được chuyển đổi M14 thành súng bắn tỉa M21, mà vẫn còn là tiêu chuẩn cho M24 SWS vào năm 1988.

### Phục vụ sau năm 1970 trong Quân đội Mỹ

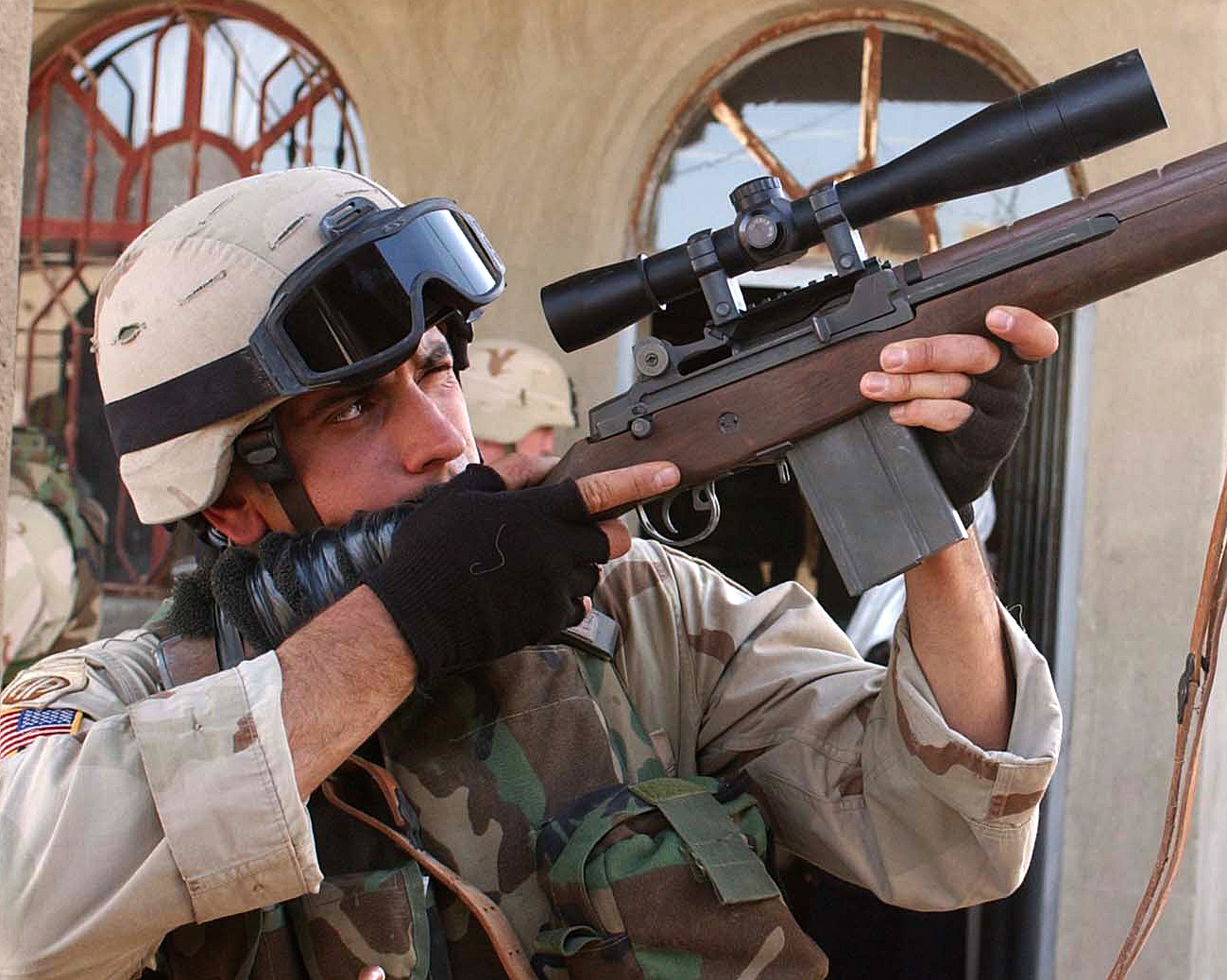
Một tay thiện xạ ở Fallujah, Iraq, sử dụng M14 với một ống ngắm LR Leupold / T 10 × 40 mm M3.

Trong giữa những năm 1990, quân đội Mỹ đã chọn một khẩu súng trường mới để sử dụng làm súng trường bắn tỉa là M14 được sửa đổi bởi các cửa hàng vũ khí chính xác ở căn cứ Thủy quân Lục chiến Quantico. Nó được thiết kế để sử dụng bởi các đội an ninh, và lính bắn tỉa trinh sát của Hải quân nơi mà một khẩu súng trường bán tự động sẽ là thích hợp hơn so với súng trường tiêu chuẩn M40A1/A3 lên đạn bằng tay. Các đội súng trường của Thủy quân lục chiến sử dụng M14 trong các cuộc thi bắn súng. Mặc dù M14 đã được loại bỏ ra khỏi danh sách các loại súng trường tiêu chuẩn năm 1970, nhưng các biến thể M14 được vẫn còn được sử dụng bởi các đơn vị khác nhau của quân đội Mỹ cũng như các lực lượng vũ trang khác, đặc biệt là một khẩu súng trường bắn tỉa và một khẩu súng trường thiện xạ, do tính chính xác cao của nó và tầm bắn xa. Đặc biệt đơn vị OPFOR sử dụng M14 trong huấn luyện đào tạo. M14 không được sử dụng nhiều trong quân đội cho đến cuộc Chiến tranh Afghanistan và Chiến tranh Iraq. Kể từ khi bắt đầu những cuộc xung đột, M14 được sử dụng như súng trường bắn tỉa và súng bắn tỉa. Đây không phải là súng bắn tỉa M21, mà là M14 sản xuất ban đầu. Sửa đổi thường gặp bao gồm ống ngắm, báng súng, và các phụ kiện khác. Một nghiên cứu năm 2009 được thực hiện bởi quân đội Mỹ tuyên bố rằng một nửa các cuộc đụng độ ở Afghanistan xảy ra vượt quá khoảng cách 300 m (330 yd). Loại đạn 5.56x45 mm NATO không hiệu quả ở ngoài phạm vi này, điều này đã thúc đẩy việc cấp phát lại hàng ngàn khẩu M14

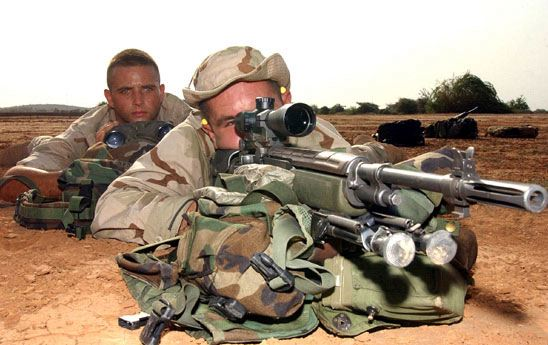
Biến thể USMC Designated Marksman Rifle (DMR) đang được sử dụng.

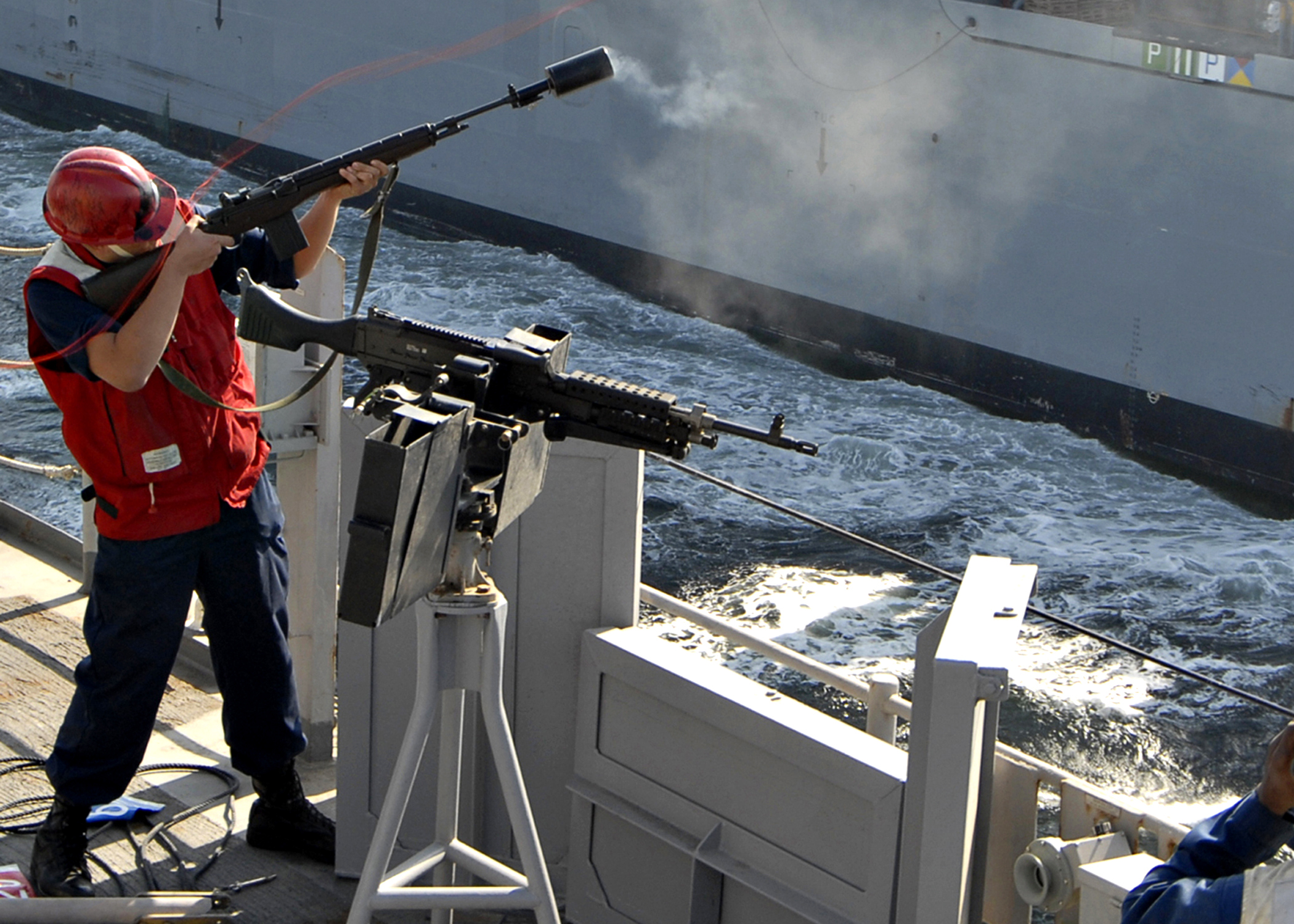
Một người sử dụng M14 bắn đạn dẫn đường từ tàu USS Carter Hall tới tàu USNS Lewis and Clark.

Tiểu đoàn 1 và Trung đoàn 3 ("The Old Guard") trong quân khu Ứahington là đơn vị còn lại duy nhất trong quân đội Hoa Kỳ vẫn dùng M14 như súng trường tiêu chuẩn, cùng với một lưỡi lê mạ crôm và báng gỗ với sling trắng để dự tang lễ quân sự, diễu hành, và các nghi lễ khác. Đội danh dự Không quân Hoa Kỳ cũng sử dụng một phiên bản khác của M14. Đội danh dự Hải quân Hoa Kỳ và các đội danh dự khác cũng sử dụng M14 trong các đám tang quân sự. Nó cũng là súng trường trong các cuộc diễu hành của Học viện Quân sự West Point Hoa Kỳ, Học viện Hải quân Hoa Kỳ, Học viện Không quân Hoa Kỳ, trường Cao đẳng quân sự Nam Carolina, Đại học Norwich, Học viện Quân sự Virginia, và trường Cao đẳng và Đại học Bắc Georgia. Tàu hải quân Mỹ mang M14 trong kho vũ khí. Họ được cấp cho các thủy thủ tuần tra trên boong tàu tại cảng và cho Đội An ninh Báo động. M14 cũng được sử dụng để bắn đạn cao su lớn sang tàu khác khi tiến hành để bắt đầu tiếp nhiên liệu.

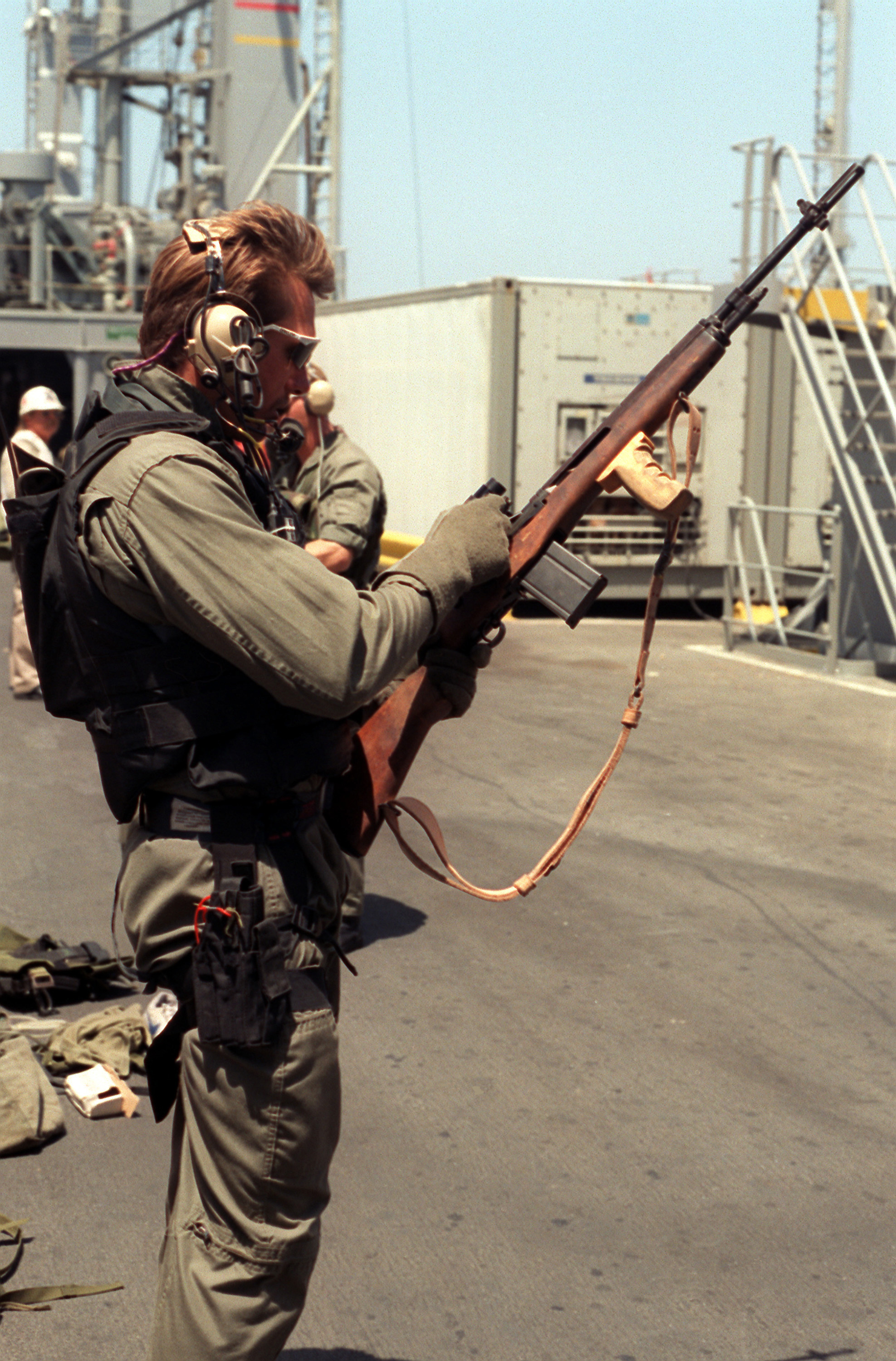
Một lính SEAL với 1 khẩu M14 trong Chiến dịch Bão táp Sa Mạc.

M14 có nhiều biến thể bắn tỉa khác nhau đã được sử dụng bởi Hải quân Hoa Kỳ SEAL, thường bị nhầm lẫn với M21 trong các sổ sách tài liệu công khai, chỉ có một trong số đó đã được đặt tên trong hệ thống định danh quân sự của Hoa Kỳ là M25, được phát triển bởi các lực lượng đặc biệt. Những biến thể bắn tỉa có thể được thay thế bởi Mk 11 Mod 0, được lựa chọn trong năm 2000. SEAL cũng sử dụng Mk 14 Mod 0 EBR (Súng trường chiến đấu nâng cao) cho gần phần tư trận chiến và trong vai trò súng trường bắn tỉa. "Lực lượng Delta" cũng là đơn vị được biết sử dụng các biến thể bắn tỉa M14.
Các lực lượng đặc biệt của quân đội Mỹ ("Mũ nồi Xanh") cũng sử dụng M25. M25 được phát triển vào cuối những năm 1980 trong Nhóm đoàn 10 Lực lượng đặc biệt, chịu trách nhiệm hỗ trợ các lực lượng bắn tỉa đặc biệt cũng như trong các khóa học đặc biệt. M25 lần đầu tiên được lên kế hoạch như là một thay thế cho M21 cũ, nhưng sau khi quân đội thông qua M24 SWS là súng bắn tỉa tiêu chuẩn, M25 được dự định sẽ được sử dụng trong các đội bắn tỉa, bắn yểm trợ trong khi các tay súng bắn tỉa lên đạn M24. Các thử nghiệm đã chỉ ra rằng M24 và M25 có cùng một độ chính xác khi cùng sử dụng đạn M118.
Mặc dù M14 vẫn phục vụ trong Quân đội Hoa Kỳ lâu hơn bất kỳ loại súng nào khác ngoại trừ súng trường Springfield M1903, nó cũng được chọn làm súng trường tiêu chuẩn của quân đội Mỹ cho một khoảng thời gian ngắn nhất trong các loại súng từng được chọn làm súng trường tiêu chuẩn, nhưng vẫn hơn hai năm so với mẫu Springfield 1892-99.

### Phục vụ ở nước khác
Chính phủ Philippine sử dụng M14, cũng như M1 carbine, M1 Garand và M16 trong lực lượng phòng vệ dân sự của họ và thiếu sinh quân khác nhau trong học viện quân sự của họ. Hải quân Hy Lạp cũng sử dụng M14.
Năm 1967,dây chuyền sản xuất M14 được bán cho Trung Hoa Dân Quốc (Đài Loan), vào năm 1968 họ đã bắt đầu sản xuất súng trường kiểu 57 của họ. Đài Loan sản xuất hơn 1 triệu các súng trường từ năm 1969 đến nay theo model M305 và M14.
Ở Trung Quốc, Norinco và Poly Technologies đã sản xuất phiên bản M14 để xuất khẩu tại Hoa Kỳ trước khi Luật kiểm soát tội phạm bạo lực và Đạo luật thực thi pháp luật ban hành năm 1994. Nó chỉ còn được bán cho Canada và New Zealand. nó được bán dưới tên M14S và M305.

## Thiết kế của súng

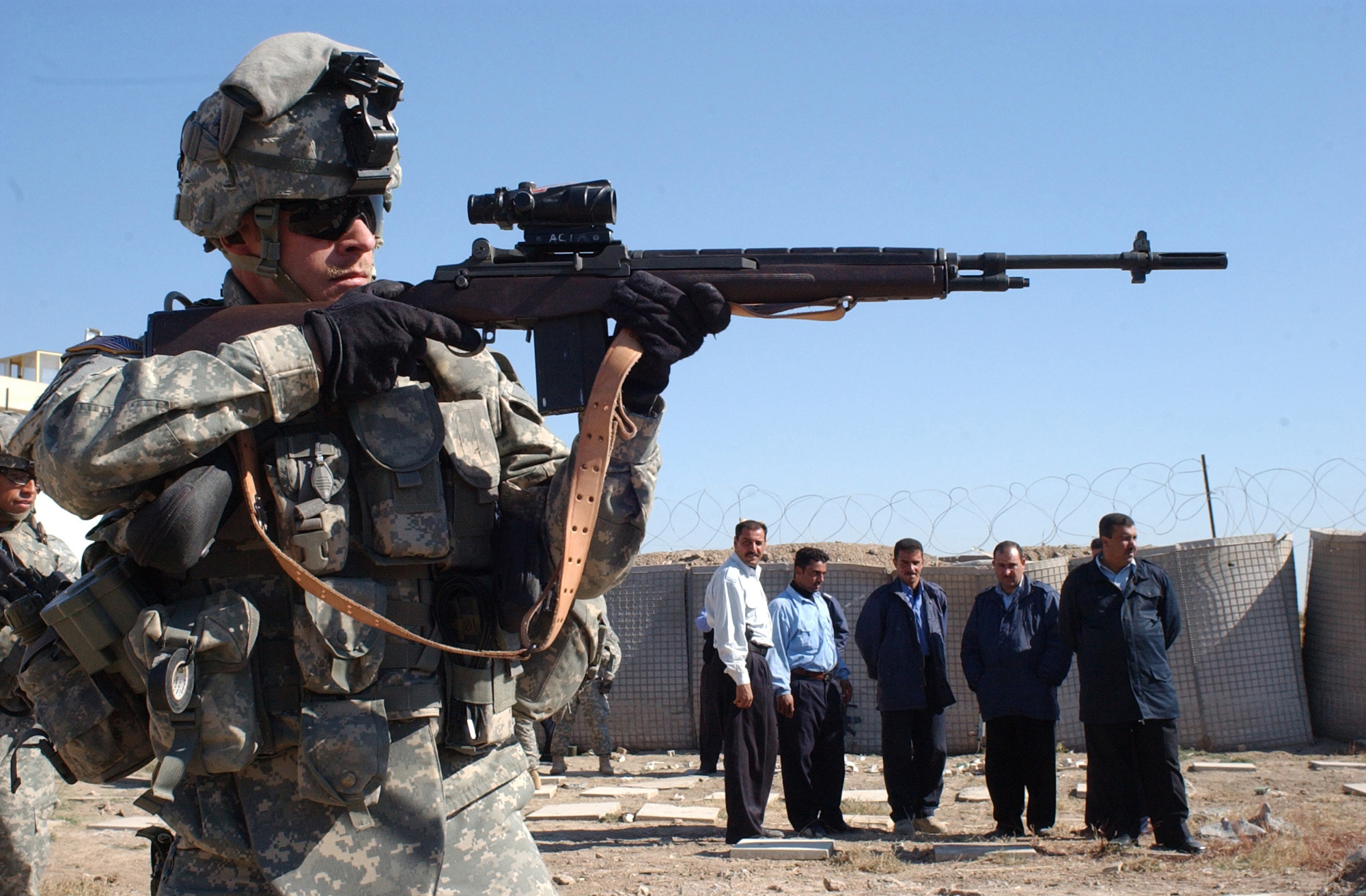
Một người lính Mỹ trình diễn bắn M14 cho các sĩ quan cảnh sát thuộc lực lượng Tuần Tra Đường Cao Tốc Iraq trong một đợt huấn luyện ở nước này, năm 2006.

### Đánh dấu cho bên nhận
Đóng dấu vào bên dưới súng:
- U.S. Rifle
- 7.62-MM M14
- Springfield Armory
- Serial number

### Báng súng
Các súng trường M14 lần đầu tiên được trang bị với một báng súng gỗ óc chó, sau đó với bạch dương và cuối cùng với một báng súng hỗn hợp. Gỗ óc chó nguyên bản và báng súng bạch dương được Bộ Quốc phòng in con dấu (ba ngôi sao trên với đại bàng xòe cánh). Những báng súng này dán tem chứng nhận, P trong một vòng tròn, áp dụng sau khi thử nghiệm thành công.
M14 sản xuất thông qua cuối những năm 1960 với gỗ óc chó. Sau đó là gỗ hỗn hợp, rãnh (thông gió) được trang bị nhưng đã chứng minh là quá mong manh trong chiến sự. Chúng được thay thế bằng phần tổng hợp chắc hơn.

### Rãnh

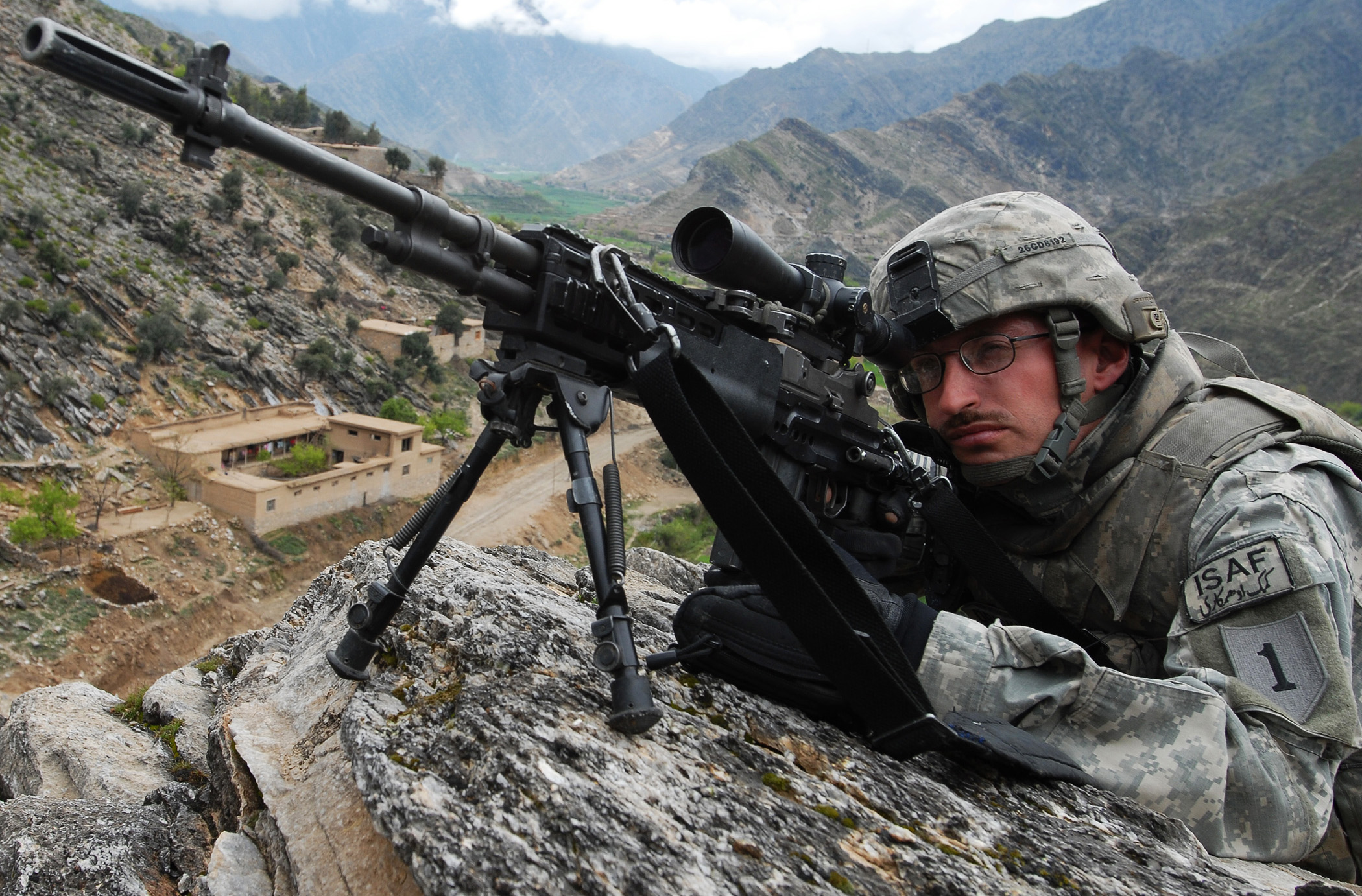
Một lính Mỹ đang truy tìm hành tung của địch trong một cuộc tuần tra ở Afghanistan, năm 2009.

M14 tiêu chuẩn có rãnh xoắn bên phải xoắn với 4 rãnh.

### Phụ kiện
Mặc dù sản xuất M14 đã kết thúc vào năm 1964, nhưng sản xuất các phụ kiện và phụ tùng thay thế vào cuối những năm 1960 vẫn tiếp tục và xa hơn nữa.
- Lưỡi lê với vỏ M8A1
- Dây đeo súng M2
- Dây đeo M1907
- Dụng cụ lau chùi
- bao bảo vệ vào mùa đông
- Bia tập bắn M12 and khiên chắn M3
- Băng đạn
- Đạn M1961
- Chân chống M2
- Súng phóng lựu M76
- Súng phóng lựu M15

## Biến thể

### Quân sự

#### M15
M15 là phiên bản chỉnh sửa của M14 được phát triển nhằm thay thế súng máy hạng nhẹ M1918 Browning Automatic Rifle được sử dụng như 1 súng tự động tiểu đội. Nó được thêm nòng súng nặng hơn và báng súng mới, chốt bản lề buttplate, có thể thay đổi chế độ bắn sang tự động, và thanh chống. Sử dụng dây đeo của BAR và vẫn dùng đạn 7.62×51mm NATO.
Kiểm tra bắn cho thấy M14, khi được trang bị thêm nhiều thiết bị như bản lề buttplate và có chân đế, độ hiệu quả lại ngang bằng M15. Kết quả là M15 bị loại bỏ và M14 được trang bị thêm trở thành súng tự động tiểu đội. Các vấn đề về độ chính xác và độ kiểm soát của biến thể này dẫn tới việc bổ sung thêm một tay cầm lục, một tay cầm phía trước bằng sắt bọc cao su gấp được và một thiết bị ổn định đầu súng. Mặc dù vậy, nó là một khẩu súng tệ trong việc bắn áp chế với việc chỉ có một băng đạn 20 viên và dễ bị quá nhiệt.
M14E1
M14E1 đã được thử nghiệm với một loạt các cải tiến khác nhằm tăng khả năng cơ động tốt hơn và để trang bị cho bộ binh bọc thép, lính nhảy dù và các lực lượng khác. Biến thể này không được sử dụng.

#### M14E2/M14A1
Dựa trên phiên bản súng máy tự động M15.Sau một thời gian,nó tiếp tục được phát triển thành M14E2. Ban đầu phiên bản này được gọi là M14E2 vào năm 1963 và đặt lại tên là M14A1 vào năm 1966.

#### M14M (Modified)/M14NM (National Match)
M14M là phiên bản súng trường bán tự động tiêu chuẩn của M14 và được phát triển thành súng dân dụng như chương trình Civilian Marksmanship Program. M14M chuyển đổi từ súng trường M14 có cách hàn nhằm loại bỏ cơ chế lựa bắn tự động. M14NM (National Match) là súng M14M được phát triển thành súng trường tiêu chuẩn của Vệ binh Quốc gia.

#### M14 SMUD
Stand-off Munition Disruption, sử dụng bởi các công ty an ninh tư nhân.Về cơ bản nó là súng trường M14 National Match với ống ngắm quang học.

#### Mk 14 EBR
Phiên bản thu nhỏ (hộp đạn 18 inch), phiên bản chiến thuật hơn M14, với báng súng có thể thu vào và có thể lắp đặt thêm nhiều phụ kiện nhiều hơn nữa.

#### M14 Tactical (chiến thuật)
Thay đổi M14 bằng cách sử dụng báng súng giống như Mk 14 nhưng với một hộp đạn 22 inch, sử dụng bởi Tuần duyên Hoa Kỳ.

#### M14 Marksman Rifle
Phiên bản trang bị cho các xạ thủ bắn tỉa M14, sử dụng bởi Thủy quân Lục chiến Hoa Kỳ. Thay thế bởi Súng bắn tỉa M39.

#### Súng bắn tỉa M39
Còn gọi là M14 DMR,lắp đặt báng súng giống của Mk 14, sử dụng bởi Thủy quân Lục chiến Hoa Kỳ. Bắt đầu thay thế bởi Súng bắn tỉa bán tự động M110.

#### M89SR Model 89 Sniper Rifle
Phiên bản M14 khóa nòng sau tương tự như AWC G2,được giới thiệu lần đầu tiên bởi Sardius vào thập niên 1980.Sau này được sản xuất bởi Technical Equipment International (tạm dịch là Công ty Thiết bị Kỹ thuật Quốc tế - TEI) cho IDF

#### Súng trường bắn tỉa AWC G2A
Phiên bản M14 khóa nòng sau,hộp đạn nằm phía sau cò,thiết kế bởi Lynn McWilliams và Gale McMillian vào cuối thập niên 1990.Sản xuất và cung cấp để kiểm tra tại Trường huấn luyện xạ thủ bắn tỉa Fort Bragg.

#### Súng bắn tỉa M21, M25
M21 và M25 là các phiên bản trang bị cho xạ thủ bắn tỉa, sản xuất dựa trên súng trường tiêu chuẩn M14. Đây là 2 biến thể bắn tỉa được sử dụng phổ biến nhất của M14.

### Phiên bản thương mại

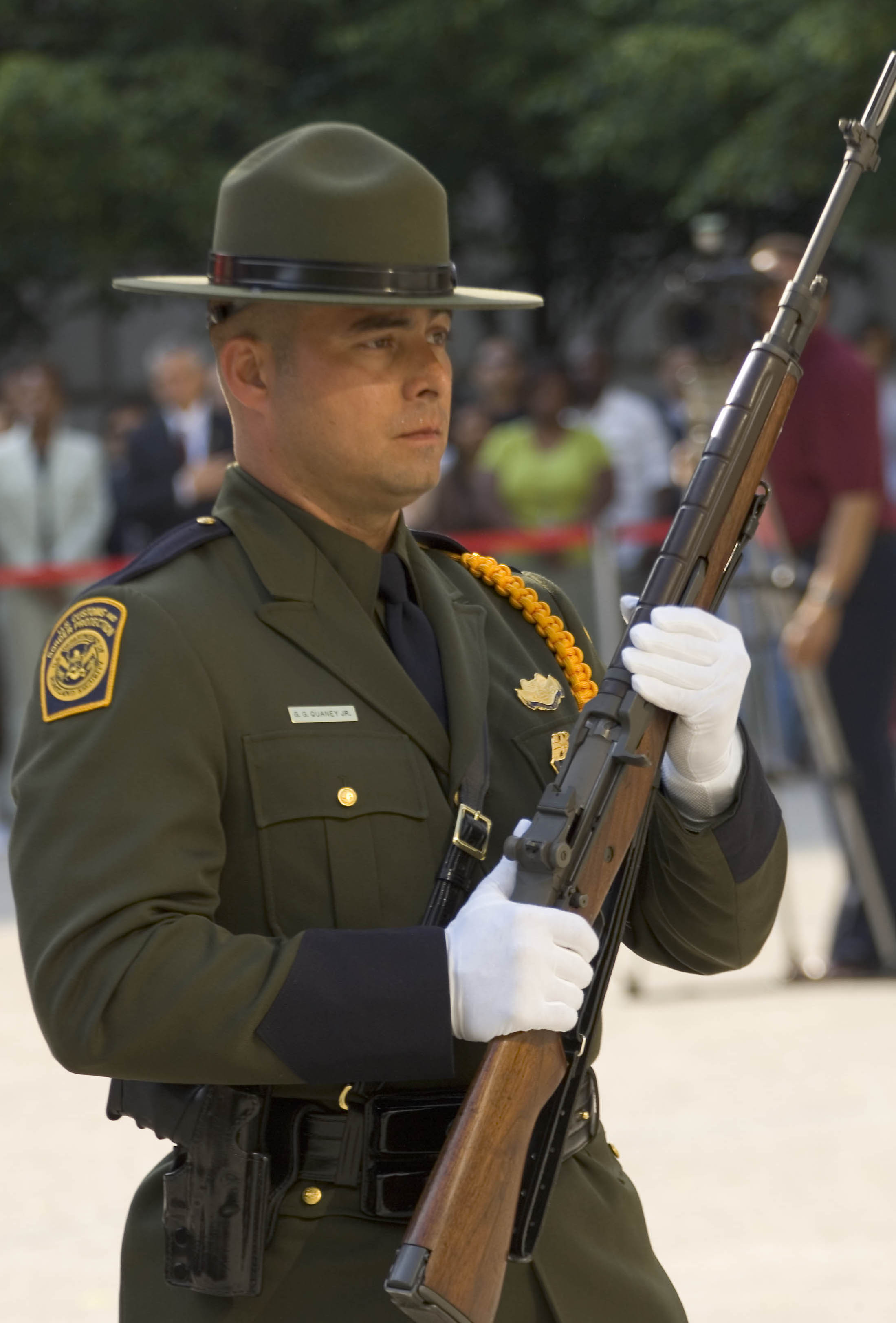
1 binh sĩ thuộc lực lượng Tuần tra biên giới Hoa Kỳ với khẩu M14 trong khi làm lễ.

#### Armscorp M14
Từ 1987 tới 1994, Armscorp of America hoặc Armscorp USA sản xuất thân súng M14 bán tự động bằng cách đúc kết. Trong năm đầu tiên sản xuất, thân súng của Armscorp được cung cấp bởi Smith Manufacturing của Holland, Ohio, chúng được làm nóng và hoàn thiện máy móc bởi Armscorp. Từ 1988 tới 1994, một vài thân súng với mã serial "S" đánh dấu trước được làm bằng sắt không gỉ. Từ khoảng 1994 tới 2008, thân súng của Armscorp được làm bằng cách đúc kết được cung cấp bởi tập đoàn Lamothermic của Brewster, New York.

#### CAR 14
Một sản phẩm của Troy Industries, CAR 14 (Carbine Assault Rifle 14) là một phiên bản chiến thuật nhỏ hơn và nhẹ hơn của M14.

## Các nước sử dụng

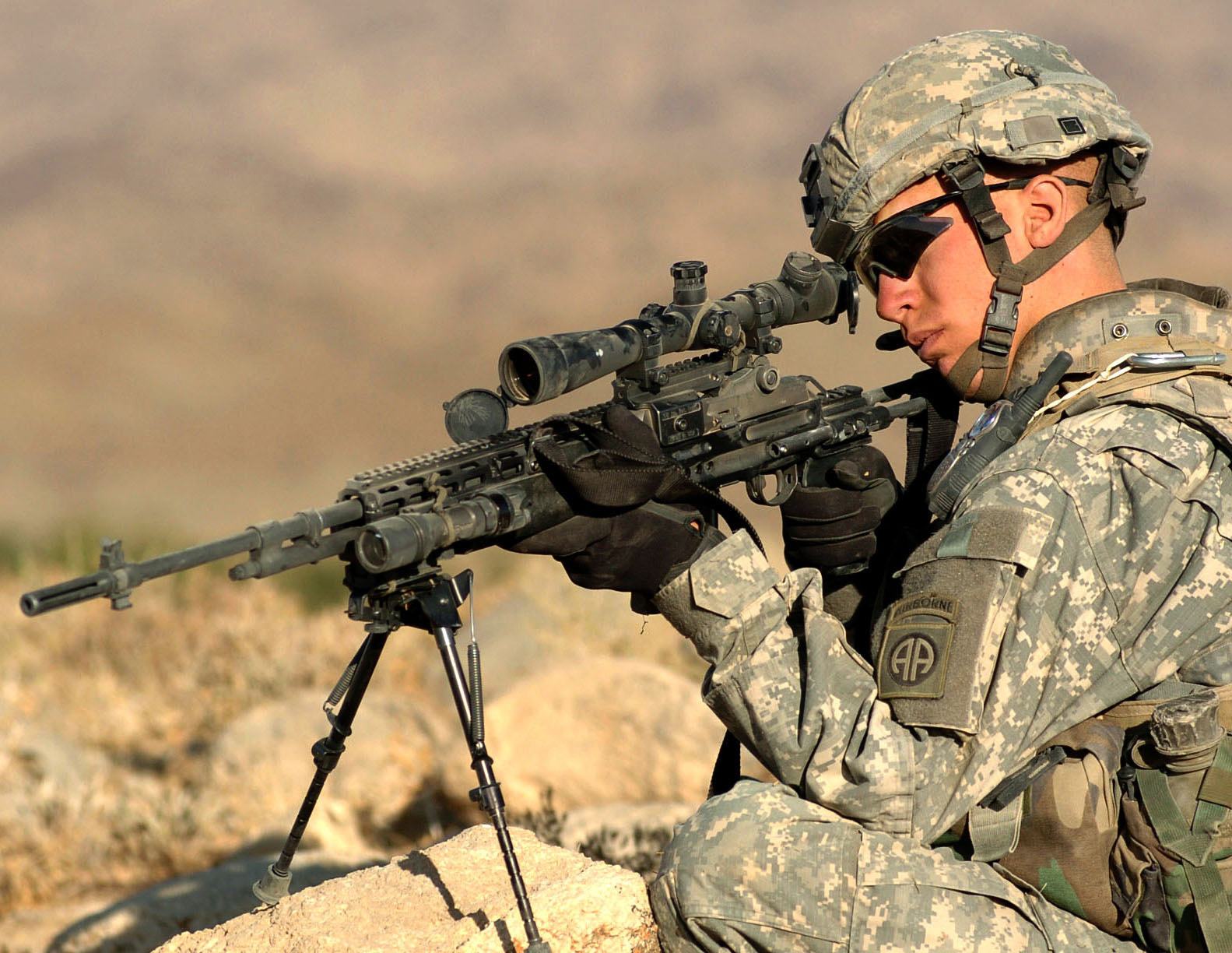
Một người lính với khẩu M14 được trang bị báng khung M14ALCS

- Argentina: Được sử dụng bởi các binh sĩ Argentina của Sư đoàn C, Regimento de Infanteria 25 trong Chiến tranh Falklands vào trận Goose Green và San Carlos.[16]
- Australia: M14 SAGE EBR được sử dụng trong số lượng hạn chế bởi Trung đoàn Không quân đặc biệt ở Afghanistan.[31][32][33]
- Colombia[34]
- Costa Rica[34]
- Dominican Republic[34]
- Ecuador[34]
- El Salvador[34]
- Eritrea[34]
- Estonia: Quân đội Estonia sử dụng như là súng trường bắn tỉa, và gọi là Täpsuspüss M14-TP (Súng trường bắn tỉa M14-PR), với nòng lớn hơn, có chân chống, báng súng tổng hợp, và ống ngắm 4X..[35][36]
- Ethiopia[34]
- Hy Lạp: Dùng bởi Hải quân Hy Lạp
- Thổ Nhĩ Kỳ: Không rõ số lượng Mỹ cũng cấp vào những năm 1990. Vẫn được dùng bởi Hải quân Thổ Nhĩ Kỳ
- Haiti: Được sử dụng bởi các lực lượng an ninh ở Haiti trong cuộc đảo chính Haiti năm 2004.[16]
- Honduras[34]
- Israel: Được sử dụng như súng bắn tỉa với chuyển đổi cuối cùng và sản xuất như M89SR.[16][37]
- Lào[cần dẫn nguồn]
- Litva: Các lực lượng vũ trang Litva.[38]
- Morocco[cần dẫn nguồn]
- Niger[34]
- Philippines[34] Thường dùng
- Hàn Quốc: Không biết rõ số lượng được Hoa Kỳ cung cấp trong các chương trình viện trợ quân sự.[39] Sử dụng hạn chế chủ yếu trong các nghi lễ.[40]
- Đài Loan: Sản xuất có giấy phép dưới tên Type 57.[16]
- Trung Quốc: Norinco M305A dùng đạn 7.62x39mm
- Tunisia[34]
- Hoa Kỳ: Sử dụng M14SE, sản xuất bởi Smith Enterprises, trong vai trò súng trường bắn tỉa roles[41] và từ mố số các nhà sản xuất khác. M14 được tùy chỉnh sản xuất và sửa đổi trong các kho vũ khí quân sự, chẳng hạn như súng trường M39 Enhanced Marksman. M14 được cấp cho các thủy thủ trên tàu chỉ huy quân sự Sealift.[42] Súng trường cũng được sử dụng bởi tuần tra biên giới Hoa Kỳ và Kiểm lâm Công viên Quốc gia của Mỹ.[43]
- Thái Lan
- Venezuela[44]
- Việt Nam Thu được rất nhiều của Hoa Kỳ và Việt Nam Cộng hòa trong thời Chiến tranh Việt Nam.

### Quốc gia từng sử dụng
- Việt Nam Cộng hòa Khoảng 2000 khẩu M14 và khoảng 998.000 khẩu M16 đã được Hoa Kỳ viện trợ từ những năm 1954-1974.